# Шуб-Ниггурат
«Шуб-Ниггура́т» или Шаб-Ниггура́т, Шеб-Ниггура́т (англ. Shub-Niggurath) — вымышленное божество в произведениях Говарда Филлипса Лавкрафта и последователей «Мифов Ктулху». Впервые упоминается в рассказе «Последний опыт» (1927), а позже в «Ужасе Данвича» (1929), «Шепчущем во тьме» (1930), «Грёзах в ведьмовском доме» (1932) и «Твари на пороге» (1933). Шаб-Ниггурат классифицируется как «божество извращённого плодородия», его называют «Чёрный Козёл Лесов с Тысячным Потомством», или «Чёрная Коза Лесов с Тысячью Младых», или «Черный Козёл с легионом младых» (англ. «Iä! The Black Goat of the Woods with a Thousand Young!») — эта фраза указывает на чёрную магию, ритуалы жертвоприношения, ведьмовской шабаш. Одно из самых загадочных божеств Лавкрафта, так и не описанное им.

## Вдохновение
Лавкрафт не приводит подробностей или концепции Шуб-Ниггурат. Это имя звучит как своеобразное выражение, молитва или элемент заклинания из «Некрономикона». Выражение «Йа! Шуб-Ниггурат!» произносится с восклицанием и начинается со слов «Йа» (англ. Iä), а также переводится Йэ, Иа, Иэ, — что означает почтение («О, Великая»). Лавкрафт впервые использует обращение «Иа» в рассказе «Иные Боги», а позже оно применяется к другим Древним богам либо местам, таким как Р'льех. Но чаще всего таким образом упоминается именно Шуб-Ниггурат.
Лавкрафт заявлял, что его мифы о ведьмах во многом основаны на работе «Культ ведьм в Западной Европе» британской фольклористки Маргарет Мюррей, где описан шабаш и ритуалы ведьм, которые поклоняются «Богу ведьм». Лавкрафт намекает на связь ведьм и космоса, а также упоминает «Знак Козла», «Чёрной козы», «Козла с легионом младых» и другие. Вероятно, эти знаки относятся к фавнам, панам, сатирам, и нечистой силе.
Лавкрафт находился под влиянием от рассказа «Великий бог Пан» Артура Мейчена (1890), который вдохновил его к написанию повести «Ужас Данвича» (1928), — одном из первых произведений, где звучит имя Шуб-Ниггурат.
Родольфо Феррарези в своем эссе «Вопрос о Шуб-Ниггурат» отмечает, что Лавкрафт приводит различия Чёрного козла и Шуб-Ниггурат в рассказе «Вне времени» (1933), где Чёрный козел является подставным лицом, через которое поклоняются Шуб-Ниггурат. В повести «Шепчущий во тьме» (1930) Чёрный Козел назван «Хозяином леса». В рассказах «Грёзы в ведьмовском доме» (1932) Лавкрафт связывает Шуб-Ниггурат с Чёрным козлом.
Роберт Прайс иначе интерпретирует Шуб-Ниггурат и указывает на отрывок из «Праздные дни на Янне» лорда Дансени, одного из любимых писателей Лавкрафта, как на источник имени «Шуб-Ниггурат»: 
Мне не нравилось молиться ревнивому Богу, тогда как есть хрупкие ласковые боги, к которым смиренно призывала языческая любовь; Вместо этого я вспомнил Шеол Нугганот, которого люди джунглей давно покинули, который теперь не почитаем и одинок; и ему я молился.
Прайс отмечает, что «Шеол Нугганот» (англ. Sheol Nugganoth), — было названием Преисподней, упомянутой в Библии и в эпосе о Гильгамеше.

Прайс пишет касательно ассоциации Шуб-Ниггурат и «Знака Козла»: 
Здесь Лавкрафт вдохновлён традиционным христианским изображением козла Бафомета, образом Сатаны, восходящим к дохристианскому лесному божеству Пану, обладателю козьих рогов и копыт. Сатанинская коза — это приём из фантастики, например, когда в произведении «И исходит дьявол» Денниса Уитли прозрение Архидемона принимает форму козлиной головы.

## Шуб-Ниггурат в творчестве Лавкрафта
Лавкрафт ни разу не описывает Шуб-Ниггурат, — в отличие от последователей «Мифов Ктулху», включающих Августа Дерлета, Роберта Блоха и Рэмси Кэмпбелла, Лин Картера и других. Лавкрафт предоставил обрывочную информацию и намёки только в произведениях, написанных в соавторстве, которые он писал как «гострайтинг». Как отмечает Роберт Прайс, «для этих заказчиков Лавкрафт создал цикл мифов, параллельный своему собственному, и отдельную группу Великих Древних, включая Йига, Гатаноа, Ран-Тегота, Наг и Йеб» — и добавил к ним Шуб-Ниггурат».

В рассказе «Последний опыт» (1927) впервые звучит имя божества: «Йа! Шуб-Ниггурат!», которое, кажется, связано с Наг и Йеб:  
Я разговаривал в Йемене со стариком, который вернулся из Багровой пустыни — он видел Ирем, Город Столпов, и поклонялся в подземных святилищах Наг и Йеб — Ия! Шуб-Ниггурат! 
В рассказе «Ужас Данвича» (1928) приводится цитата из «Некрономикона» касательно Древних, которая прерывается восклицанием «Иа! Шуб-Ниггурат!».
Великий Ктулху приходится Древним названым братом, но и он может видеть Их лишь в тумане. Йа! Шуб‑Ниггурат!

В повести «Шепчущий во тьме» (1930) упоминается «Хозяина леса», который может иметь отношение к Шуб-Ниггурат (или сатиру, пану, фавну). Ми-го поклоняются Шуб-Ниггурат. Впервые звучит полная версия фразы:
Йа! Шуб-Ниггурат! Козёл с легионом младых!
В повести «Курган» (1930) Лавкрафт наделил Шуб-Ниггурат титулом «Великая мать» (англ. Magna Mater). Учёный считает божество как своего рода Астарту, но из Иного мира. Это связывает Шуб-Ниггурат с родственной богиней плодородия Кибелой из семитской мифологии, также именуемую Великой Матерью (упоминается в рассказе «Крысы в стенах»). Титул «Великая мать» можно сравнить с Великой матерью Нейт в Древнем Египте:
Древние пришли на Землю неизвестно откуда… Они читают мысли и заставляют понимать их мысли… Они полулюди-полупризраки… Они перешли через черту… Они растворяются и снова принимают форму… Все больше и больше… Мы тоже произошли от них… Дети Тулу… там все из золота… чудовищные звери… получеловеки… мертвые рабы… безумие… Йэ! Шуб-Ниггурат!.. 
Далее этнолог сообщает, что храм Тсатхоггуа превратился в святилище Шуб-Ниггурат, Все-Матери и жены Невыразимого:
Ритуалы Нуга и Йига были особенно отталкивающими – до такой степени, что он даже воздержался от их описания в рукописи. По дороге им встретился только один приземистый чёрный храм Цатхоггуа, но он был превращён в святилище Шуб-Ниггурат, Всеобщей Матери и жены Невыразимого. Это божество чем-то напоминало Астарту, и её культ показался набожному католику в высшей степени отвратительным. Меньше всего ему понравились эмоциональные крики, издаваемые молящимися, – необычно резкие для людей, которые перестали пользоваться речью для общения.
В рассказе «Грёзы в ведьмовском доме» (1932) имя Шуб-Ниггурат звучит как элемент могущественного, защитного заклинания, поскольку герой слышит эти слова молитвы священника находясь в Ином мире. В той же манере используется имя Йог-Сотота в романе «Случай Чарльза Декстера Варда». Также здесь появляется намёк на Хаос. Шуб-Ниггурат также называют «Великой Матерью».
Появился ужасный вой откуда‑то снизу. Джо Мазуревич! Молитва – заклинание – заговор от Хаоса Наступающего – вот она обращается в необъяснимо торжествующий визг – насмешливая действительность слилась наконец с лихорадочным сном! Йо! Шубб‑Ниггурат! Всемогущий Козёл с легионом младых…
В рассказе «Ужас в музее» (1932) тоже используется подобный оборот:
Оно нуждалось в питании — и Оно больше не будет иметь в нём недостатка. Он — Бог, а я — Верховный Жрец в Его новой жреческой иерархии. Иа! Шуб-Ниггурат! Всемогущий Козёл с Легионом Младых!
В рассказе «Тварь на Пороге» (1933) герой невольно посетил шабаш ведьм в лесах Часонкук, которые взывают к Шуб-Ниггурат:
Мой мозг! Мой мозг! Боже, Дэн, как давит! Откуда-то извне стучится, царапается эта дьяволица! Даже сейчас Эфраим! Камог! Камог! Омут шогготов! Йа! Шуб-Ниггурат! Козёл с легионом младых!.. Пламя, пламя по ту сторону тела, по ту сторону жизни… внутри земли, о боже!

В рассказе «Вне времени» (1933) Шуб-Ниггурат называют «Богиней-Матерью» и упоминаются «её сыновья». Т'юог выступает как «Верховный жрец Шуб-Ниггурат и хранитель медного храма Козла с Тысячей молодых»: 
Т'юог долго размышлял над силами разных богов. У него были странные сны и откровения насчёт жизни континента, и предшествующих миров. Он уверовал в то, что боги, покровительствующие людям, могут быть собраны против богов враждебных, и убедил себя, что Шуб-Ниггурат, Наг и Йеб, и змеебог Йиг, готовы выступить за человека против тирании и высокомерия Гатаноа. По внушению Богини-Матери, Т'юог составил удивительную формулу на языке нааль, священном языке его ордена, — формулу, которая, как он считал, защищает её носителя от власти Темного Бога. С такой защитой, думал он, смелый человек поднимется по страшным базальтовым склонам и проникнет — первым из людей — в циклопическую крепость Гатаноа. Перед лицом Бога, с поддержкой Шуб-Ниггурат и его сыновей.

### Культ
Культ Шуб-Ниггурат (англ. Shub-Niggurath Cult) описывается как один из наиболее распространённых. В нём проводят ритуалы сектанты, ведьмы, жители подземного мира К'нан, инопланетяне Ми-го и другие.

### Письма Лавкрафта
В письмах Лавкрафта можно найти другие ссылки и свидетельства концепции Шуб-Ниггурат. Например, в письме к Уиллис Коновер Лавкрафт описал Шуб-Ниггурат как «злое облакоподобное существо» (письма 5.875). «Жена Йог-Сотота — адское облакоподобное существо Шуб-Ниггурат, в честь которого безымянные культы проводят ритуалы Козла с тысячей младых. От неё у него двое чудовищных отпрысков — злые близнецы Наг и Йеб. Он также породил адских гибридов от самок различных органических видов во всех Вселенных пространства-времени» (письма 4.617, 5.875).

## Шуб-Ниггурат в произведениях других писателей
Последователи «Мифов Ктулху» заимствовали имя Шуб-Ниггурат и добавили разные другие описания: это туманная, облакоподобная масса со множеством длинных, чёрных щупалец, роняющими слизь ртами и короткими козлиными ногами. Божество сопровождают множество порождённых им мелких монстрообразных существ, которых оно постоянно извергает из себя, а затем снова пожирает и переваривает, — это его дети. Добавляется множество деталей, например, можно призвать дух Шуб-Ниггурат в подходящий сосуд при должном желании. Разные авторы создали множество описаний Шуб-Ниггурат, которые противоречит одно другому.

### Август Дерлет
Август Дерлет классифицировал Шуб-Ниггурат как «Великого Древнего». Он писал, что Шуб-Ниггурат возлегла с Хастуром, чтобы произвести в потомстве таких существ, как: Итакуа, Жар и Дж'Захар. Хастур также может быть отцом её «Тысячи младых» либо они были порождены делением. Возможно, отцом Наг и Йеб является Хастур, а не Йог-Сотот.

### Роберт Блох
Роберт Блох описал «Темных младых Шуб-Ниггурат» (англ. Dark Young of Shub-Niggurath) — Ужасающие, чёрные, как смоль, чудовища, сплошь состоящие из липких щупалец. Ростом с дерево (3-6 метров) на нескольких парах коренастых копытных ног. Масса щупалец торчит из их туловища там, где обычно должна находится голова, а сморщенные пасти, с которых капает зелёная слизь, покрывают у них бока. Примерно напоминают деревья по силуэту: стволы представляют собой короткие ноги, а верхушки представлены тягучими, ветвящимися телами. Издают запах разверстой могилы. Обычно обитают в лесах везде, где действует культ Шуб-Ниггурат. Иногда их принимают за Шогготов («Тетрадь, найденная в заброшенном доме»).

### Рэмси Кемпбелл
Рэмси Кемпбелл пишет, что Шуб-Нигурат мать Наг и Йеб, и Йига, от которого произошли существа Бятис (англ. Byatis). Возможно, Маппо-но Рюдзин (англ. Mappo no Ryûjin) является матерью Шуб-Ниггурат либо Йига. «Гоф'нн хупадгх» (англ. Shub-Niggurath) — это раса существ, которых создает Шуб-Ниггурат на особом ритуале. Чёрная Коза Лесов проглатывает сектантов через свое чрево, а затем перерождает в некое сатироподобное существо, который обретает бессмертие («Лунная линза», Рэмси Кэмпбелл).

### Настольные игры
- В настольной игре «Зов Ктулху» Шуб-Ниггурат классифицируется как «Внешний Бог». В настольной игре «CthulhuTech» Шуб-Ниггурат классифицируется как Великий Древний. В настольной игре «Malleus Monstrorum» великий бог Пан является аватаром Шуб-Ниггурат.
- Для игры Dungeons and Dragons была выпущена дополнительная «Цикопедия божеств и полубогов» Варда и Кунца, которая описывает Шуб-Ниггурат и многих других божеств.
- «Зов Ктулху» Петерсен и Уиллис

### Видеоигры
- В игре «Alone in the Dark» один из младых Шуб-Ниггурат появляется в качестве босса.
- В игре «Quake» младые Шуб-Ниггурат прорываются в мир людей, а в финале герой сражается непосредственно с Шуб-Ниггурат. В игре существо больше напоминает не саму Шуб-Ниггурат, а одного из её потомков.
- В игре «World of Warcraft» прислужники культа Сумеречного молота упоминают семиглазого козла и чёрный лес, что возможно является намёком на древнего бога И’Шараджа, подобного Шуб-Ниггурат.
- В игре «Ведьмак 3» можно найти книгу «Хозяйки леса» и «Некрономикон».
- В игре «Magrunner: Dark Pulse», помимо Шогготов и Ктулху, встречается и молодое потомство Шуб-Ниггурат.
- В игре «Night in the Woods» встречается тайный культ поклоняющийся Чёрному Козлу, обитающему в колодце в старых шахтах. Существо требует периодических жертвоприношений и способно воздействовать на разум.
- Шуб-Ниггурат является одним из боссов в игре «South Park:The Fractured But Whole».
- Шуб-Ниггурат упоминался в одной из концовок в игре «Black souls I».

### Фильмы
Образ Шуб-Ниггурат появляется в кино. Во французском фильме 2004 года «Atomik circus» («Атомный цирк») Шуб-Ниггурат (именно так, во множественном числе там поименованы медузоподобные летающие существа отвратного вида со множеством щупалец) делают попытку установить свою власть на Земле, для чего на протяжении фильма нападают на людей и разнообразно расчленяют их.